# Place de la Roseraie
Square Vincenzo-Tonelli
La place de la Roseraie (en occitan : plaça de la Roseda) est une place de Toulouse, chef-lieu de la région Occitanie, dans le Midi de la France. Elle est occupée en son centre par le square Vincenzo-Tonelli (en occitan : jardin Vincenzo Tonelli) .

## Situation et accès

### Description
La place de la Roseraie et le square Vincenzo-Tonelli sont deux voies publiques. Elles se situent au cœur du quartier de la Roseraie, dans le secteur 4 - Est.

### Voies rencontrées
La place de la Roseraie rencontre les voies suivantes, dans l'ordre des numéros croissants :
1. Route d'Agde
2. Avenue du Parc
3. Rue Louis-Plana
4. Avenue Yves-Brunaud
5. Rue de Périole
6. Avenue de Lavaur
7. Rue de la Côte-d'Or
8. Avenue du Président-Gaston-Doumergue

### Transports
La place de la Roseraie et le square Vincenzo-Tonelli sont desservis par la station du même nom, sur la ligne de métro , ainsi que le terminus de la ligne de bus 36 et un arrêt de la ligne de bus 19.
Il existe également une station de vélos en libre-service VélôToulouse à proximité immédiate de la place de la Roseraie et du square Vincenzo-Tonelli : la station no 178 (face 100 avenue Yves-Brunaud).

## Odonymie
La place de la Roseraie porte le nom du quartier au cœur duquel elle se trouve : la Roseraie, lotissement créé le 1er décembre 1930 par la Société immobilière toulousaine pour l'extension et l'embellissement de la ville (S.I.T.E.E.V.), entre la rue de Caumont et le chemin des Argoulets à l'est, l'avenue de Lavaur au sud, l'avenue Joseph-Le Brix et le chemin Michoun à l'ouest, l'avenue de la Roseraie, la rue Théodore-Lenotre et la route d'Agde au nord.
C'est le 18 décembre 2009 que le conseil municipal renomme le square, au centre de la place, du nom de Vincenzo Tonelli (1916-2009). Né à Castelnovo del Friuli, dans le nord de l'Italie, il émigre avec son père en France et s'installe à Toulouse. Il adhère rapidement au communisme. En 1936, il s'engage dans les Brigades internationales en Espagne, où il combat jusqu'à leur dissolution. Rentré en France, il poursuit ses activités politiques. En 1942, il est arrêté par les autorités vichyssoises et interné comme « étranger indésirable » au camp du Vernet, puis livré à la police fasciste italienne. Il est emprisonné à Udine, mais libéré lors de l'armistice de 1943. Il poursuit cependant la lutte contre la République fasciste de Salo et commande un bataillon de la division Sud-Arzino, une unité des brigades de partisans italiens (it) actives dans le Frioul. Rentré à Toulouse après la fin de la guerre, il obtient la nationalité française. En 1947, il fonde la section locale de l'association des Garibaldiens,.

## Patrimoine et lieux d'intérêt

### Square Vincenzo-Tonelli
En 1982, un jardin est aménagé au centre de la place de la Roseraie.
En 2009, à la suite des travaux de rénovation de la place de la Roseraie, consécutifs à l'extension de la ligne A du métro, le square est réaménage.

### Œuvres publiques

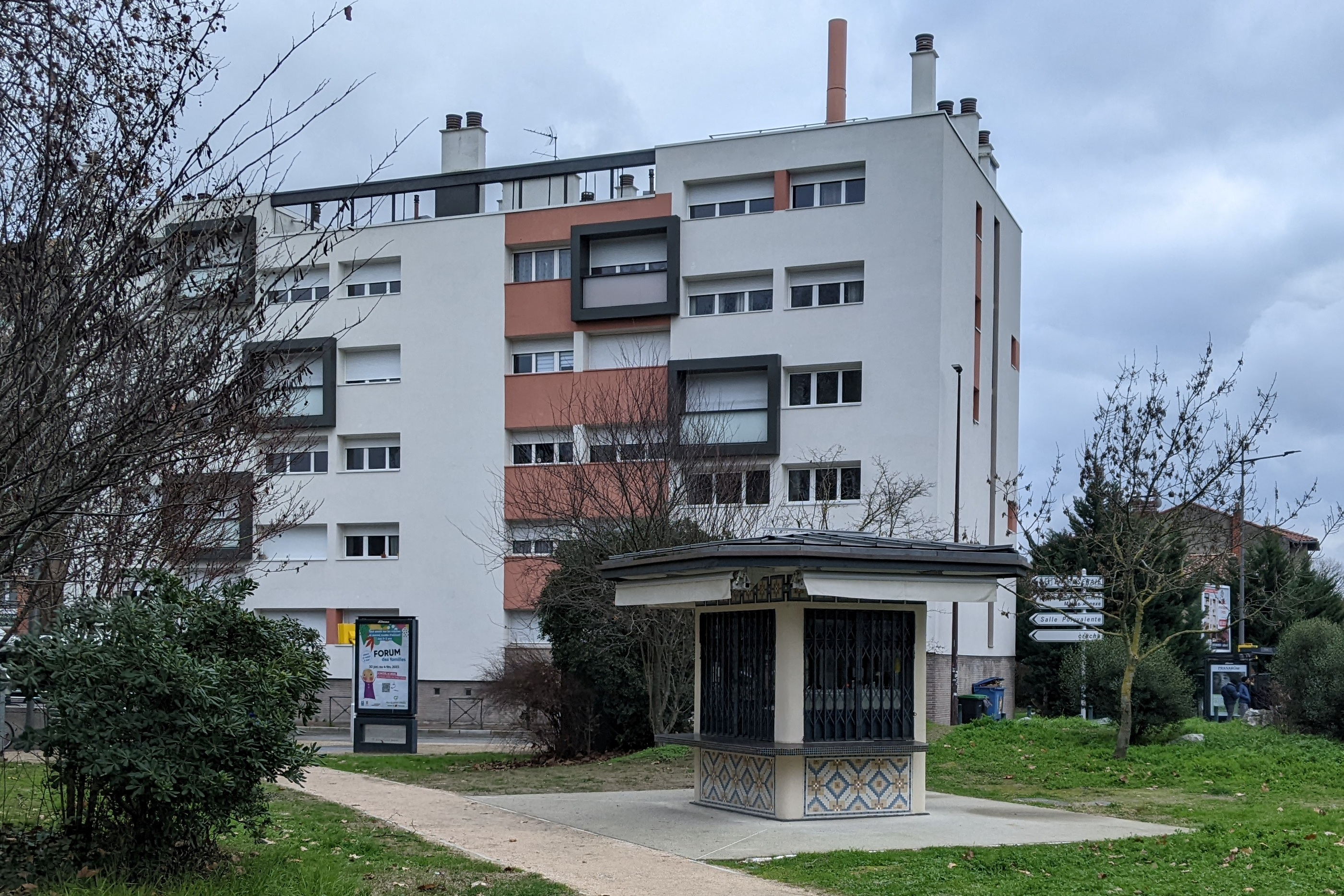
Le kiosque Montariol du square Vincenzo-Tonelli.

- kiosque Montariol. 
Entre 1930 et 1931, douze kiosques sont construits le long des allées du Président-Franklin-Roosevelt, sur les plans de Jean Montariol, architecte de la ville. En 1991, la construction de l'entrée de la station de métro et du parking souterrain Jean-Jaurès provoquent la suppression de quatre de ces kiosques. L'un d'entre eux est remonté sur la place de la Roseraie, face à l'entrée de la station de métro Roseraie. 
L'édifice, de plan carré, est construit en béton. Il est ouvert sur trois côtés par des vitrines. Un comptoir permet de déposer les marchandises. Le pavillon est couvert par un large auvent débordant, protégé par une toiture en zinc. Les façades sont animées par des panneaux de mosaïque aux motifs géométriques[4].

- borne routière. 
La borne routière avait été installée en 1856 au carrefour des routes impériales 88 (actuelle rue du Faubourg-Bonnefoy) et 112 (actuelle avenue de Lavaur, route métropolitaine 112). Elle est la propriété de l'Institut de technologie des transports et des communications de Toulouse, qui animait l'ancien musée des Transports et des Communications, fermé en 2019 (no 93 avenue Jules-Julien). La pierre porte sur chaque côté l'inscription du numéro et de la direction de la route. Pour chaque côté, l'inscription IMP (« impériale ») a été recreusée et gravée de l'inscription NAT (« nationale »), probablement à la fin du XIXe siècle, à la suite de la chute du Second Empire.